# Pedro Perotti
Pedro Henrique Perotti (Rodeio Bonito, 22 novembre 1997) è un calciatore brasiliano, attaccante del Radomiak Radom.

## Caratteristiche tecniche
È un centravanti.

## Carriera
Cresciuto nel settore, giovanile della Chapecoense, debutta in prima squadra il 12 marzo 2016 in occasione dell'incontro del Campionato Catarinense vinto 4-0 contro il Camboriú; il 23 giugno 2017 debutta in Série A rimpiazzando Luis Seijas nel corso del match perso 5-1 contro il Flamengo.
Poco impiegato dal club, il 18 giugno viene ceduto in prestito al Nacional, militante in Segunda Liga; con il club portoghese gioca 12 incontri fra campionato e coppe nazionali realizzando una rete.
Rientrato in Brasile viene definitivamente promosso in prima squadra, contribuendo con 4 reti in 21 presenze alla promozione del club nel Brasileirão.

## Statistiche
Statistiche aggiornate al 26 giugno 2021.

### Presenze e reti nei club
| Stagione        | Squadra         | Campionato      | Campionato | Campionato | Coppe nazionali | Coppe nazionali | Coppe nazionali | Coppe continentali | Coppe continentali | Coppe continentali | Altre coppe | Altre coppe | Altre coppe | Totale | Totale | Totale |
| Stagione        | Squadra         | Comp            | Pres       | Reti       | Comp            | Pres            | Reti            | Comp               | Pres               | Reti               | Comp        | Pres        | Reti        | Pres   | Reti   |        |
| --------------- | --------------- | --------------- | ---------- | ---------- | --------------- | --------------- | --------------- | ------------------ | ------------------ | ------------------ | ----------- | ----------- | ----------- | ------ | ------ | ------ |
| 2016            | Chapecoense     | PD/SC+A         | 2+0        | 0          | CB              | 0               | 0               |                    | -                  | -                  |             | -           | -           | 2      | 0      |        |
| 2017            | Chapecoense     | PD/SC+A         | 0+2        | 0          | CB              | 0               | 0               | CL                 | 0                  | 0                  | PL          | 1           | 0           | 2      | 0      |        |
| 2018            | Chapecoense     | PD/SC+A         | 4+0        | 0          | CB              | 0               | 0               | CL                 | 1                  | 0                  |             | -           | -           | 5      | 0      |        |
| 2019            | Chapecoense     | PD/SC+A         | 6+1        | 1+0        | CB              | 1               | 1               |                    | -                  | -                  |             | -           | -           | 8      | 2      |        |
| 2019-2020       | Nacional        | LdH             | 11         | 1          | CP+CdL          | 0+1             | 0               |                    | -                  | -                  |             | -           | -           | 12     | 1      |        |
| 2020            | Chapecoense     | PD/SC+B         | 0+21       | 0+4        | CB              | 0               | 0               |                    | -                  | -                  |             | -           | -           | 21     | 4      |        |
| 2021            | Chapecoense     | PD/SC+A         | 18+5       | 15+0       | CB              | 0               | 0               |                    | -                  | -                  |             | -           | -           | 23     | 15     |        |
| Totale carriera | Totale carriera | Totale carriera | 70         | 21         |                 | 2               | 1               |                    | 1                  | 0                  |             | 1           | 0           | 74     | 23     |        |

## Palmarès

### Club

#### Competizioni statali
- Campionato Catarinense: 3

Chapecoense: 2016, 2017, 2020

#### Competizioni internazionali
- Coppa Sudamericana: 1

Chapecoense: 2016 (postumo)

#### Competizioni nazionali
- Campionato brasiliano di seconda divisione: 1

Chapecoense: 2020